# Roxette
Roxette je bio švedski pop rock duo osnovan 1986. godine, koji su činili pjevačica Marie Fredriksson i tekstopisac, gitarist, skladatelj i pjevač Per Gessle. Svjetsku slavu i značajan komercijalan uspjeh stekli su krajem 80-ih i tijekom 90-ih nizom hitova od kojih su mnogi postali evergreeni. Ostvarili su 19 UK top 40 hitova te nekoliko US Hot 100 hitova uključujući 4 broja 1 na Billboardovoj ljestvici: The Look, Listen To Your Heart, It Must Have Been Love i Joyride. Ostali veliki hitovi: Dangerous, Fading Like a Flower, Dressed For Success, Spending My Time, How Do You Do!, Almost Unreal, Sleeping in My Car i mnogi drugi. 
Godine 2002. duo je uzeo pauzu od snimanja i koncertnih turneja nakon što je pjevačici Marie Fredriksson dijagnosticiran tumor na mozgu. Nakon 8 godina pauze Roxette se vraćaju u velikom stilu 2009., a 2011. izdaju Charm School, prvi album nakon 10 godina. 
Svoju popularnost zadržali su i u novom mileniju, čemu svjedoče rasprodane svjetske turneje i stvaranje novih generacija obožavatelja. Njihova glazba i dalje je neizostavna u opusu svakog radijskog etera.
Roxette su prodali oko 60 milijuna nosača zvuka i nastupili pred milijunima obožavatelja na 6 kontinenata.

## Početak suradnje
Početak njihove suradnje je 1986. singlom "Neverending love". Nakon uspjeha singla u Švedskoj, nastavljaju sa snimanjem pjesama za njihov prvi album Pearls of Passion koji je sadržavao i njihov prvi singl kao i dva hita, "Goodbye to You" i "Soul Deep". Iako su neki singlovi izašli na tržištima Kanade, Italije, Japana, Australije i par europskih zemalja, nisu doživjeli uspjeh kao u Švedskoj. 
Album Dance Passion, izdan 1987. bio je remiks prvoga albuma, i zanimljivo, službeno izdan samo na gramofonskoj ploči. Iste godine snimaju uspješni singl "It must have been Love (Christmas for the Broken Hearted)". Singl postaje još uspješniji i svjetski poznatiji nakon što se pojavio u filmu "Pretty Woman".

## Uzlazna putanja i vrhunac
Sljedeći album Look Sharp! izdaju 1988. Prva dva singla, "Dressed for Success" i "Listen to Your Heart" imaju značajan uspjeh u Švedskoj, a tek trećim singlom, "The look" počinje značajan proboj na tržišta izvan Švedske. Završetkom turneje 1990., sastav počinje sa snimanjem trećeg studijskog albuma, Joyride. Album je izdan 1991. te popraćen singlovima "Joyride", "Fading Like a Flower", "The Big L.", "Spending My Time" i "Church of Your Heart". Album je imao veliki komercijalni uspjeh i sastav ubrzo kreće na svjetsku turneju "Join The Joyride!" na kojoj su održali 107 koncerata diljem svijeta s preko 1,5 milijun posjetitelja.
Tijekom te turneje koja je završila 1992., dijelom nastaje njihov četvrti album, Tourism. Izdan je 1992., a mješavina je novih pjesama, snimaka uživo sa zadnje turneje, kao i pjesama snimljenih u hotelskim sobama ("Here Comes the Weekend", "So Far Away"). Album je imao solidan uspjeh, iako ne kao prethodni albumi. Početkom 1993. bili su prvi sastav van engleskog govornog područja koji je nastupio u emisiji postaje MTV, MTV Unplugged.
Crash! Boom! Bang! je peti studijski album koji izlazi na tržište 1993. Iako je album imao zapažen uspjeh na top listama, komercijalno je prošao lošije nego prijašnji albumi, a pogotovo u SAD zbog lošeg marketinga. Na drugu turneju kreću 1994. Osim u Europi (gdje su održali 47 koncerata), nastupali su u Južnoj Africi (pred 130.000 posjetitelja), Australiji i Japanu. U Kini su održali koncert kao drugi sastav sa zapada kome je to dozvoljeno (prvi je bio Wham!). Ukupno su održali preko 80 koncerata, a turneja je ovoga puta zaobišla SAD.
U veljači 1995. izdaju album Rarities koja sadržava snimke s nastupa na MTV Unplugged!, kao i neke demopjesme. Album je izdan samo za tržište Azije i Južne Amerike. Krajem listopada 1995. izdaju svoju prvu kompilaciju hitova, Don't Bore Us, Get to the Chorus!. Osim hitova, album je sadržavao i par novih pjesama ("June Afternoon", "You Don't Understand Me", "She Doesn't Live Here Anymore" i "I Don't Want To Get Hurt"). Za tržište SAD-a album izlazi tek 2000. godine. U prosincu 1996. izdaju album Baladas en Español. Album se sastoji od 12 pjesama koje su sve prevedene na španjolski jezik i imao je dobar uspjeh na tržištima španjolskog govornog područja. Video za pjesmu "Un Dia Sin Ti" napravio je Jonas Åkerlund čime je nastavljena plodna suradnja s Roxette.
Početkom 1998. počinju snimati novi album, koji 1999. izlazi na tržište pod imenom Have a Nice Day. Singlovi s albuma su "Wish I Could Fly", "Anyone", "Stars" te "Salvation". Na tržište SAD-a album nije nikad izašao, ali su neke pjesme bile na američkom izdanju albuma Don't Bore Us - Get to the Chorus!. 
Sljedeći studijski album Room Service, izdan na tržište 2001. snažno je podijelio kritičare. Ubrzo kreću na treću turneju, "Room Service World Tour 2001". Koncerti su održani diljem Europe (s iznimkom Velike Britanije), a koncert u Južnoj Africi je otkazan zbog terorističkih napada na New York 11. rujna 2001. The Ballad Hits (izdan 2002.) je još jedna kompilacija hitova s dvije nove pjesme, "A Thing About You" i "Breathe".

## Privremeni prekid
Nakon ovog albuma, sastav je planirao turneju koja je otkazana zbog bolesti pjevačice. Sastav je nakon tih događaja privremeno prestao s radom. Početkom 2003. izlazi The Pop Hits, također kompilacija hitova s 5 novih pjesama ("Opportunity Nox", "Little Miss Sorrow", "Makin' Love To You", "Better Off On Her Own" and "Bla Bla Bla Bla Bla (You Broke My Heart)"). Kao i prošla kompilacija, i ova je sadržavala dodatni CD s ranije snimljenim (a neobjavljenim) skladbama. U listopadu 2006. izlazi još jedna kompilacija hitova (na četiri CD-a i dva DVD-a), The Rox Box/Roxette '86-'06, obilježavajući 20 godina djelovanja sastava. 

## Povratak na scenu
Nakon poduže stanke, sastav je 2009. počeo sa snimanjem albuma Charm School, koji je izašao na tržište u veljači 2011. i zaposjeo prvo mjesto njemačke top liste. Sljedeće godine izdaju deveti studijski album Travelling koncepcijski vrlo sličan albumu Tourism, a najavljen je singlom "It's Possible". U lipnju 2016. objavljen je deseti studijski album Good Karma ali je turneja otkazana zbog bolesti pjevačice Marie Fredriksson.
Marie Fredriksson umrla je 10. prosinca 2019. godine.

## Službena diskografija
- Pearls of Passion (1986.)
- Dance Passion (1987.)
- Look Sharp! (1988.)
- Joyride (1991.)
- Tourism (1992.)
- Crash! Boom! Bang! (1994.)
- Rarities (1995.)
- Don't Bore Us, Get to the Chorus! (1995.)
- Baladas en Español (1996.)
- Have a Nice Day (1999.)
- Room Service (2001.)
- The Ballad Hits (2002.)
- The Pop Hits (2003.)
- The Rox Box/Roxette '86-'06 (2006.)
- Roxette Hits (2006.)
- Charm School (2011.)
- Travelling (2012.)
- Roxette Live: Travelling The World (2013.)
- Good Karma (2016.)

## Vanjske poveznice
- Službene stranice sastava  Arhivirana inačica izvorne stranice od 24. kolovoza 2011. (Wayback Machine)